# SMS Blücher
SMS Blücher var den sista pansarkryssaren som byggdes av Kejsardömet Tyskland. Hon var byggd för att möta vad man enligt tyska underrättelser trodde var specifikationerna för den brittiska Invincible-klassen, men den klassen skulle senare visa sig vara en helt ny typ av örlogsfartyg, slagkryssaren. Fartyget sänktes under slaget vid Doggers bankar.

## Konstruktion
Blücher var 161,1 meter lång över allt, hade en bredd på 24,5 meter i vattenlinjen och ett djupgående på 8,84 meter i fören. Hon var konstruerad för ett deplacement på 15 842 ton men fullt lastad hade hon ett deplacement på 17 500 ton. Maskineriet bestod av tre Fyrcylindrig trippelexpansionsmaskiner med en sammanlagd effekt  på 32 000 ihp (24 000 kW), detta gav en toppfart 25,4 knop. Maskinerna fick sin ånga från 18 koleldade vattenrörspannor. Fartygets kolbunkrar rymde 900 ton kol men genom att utnyttja övriga tomrum i fartyget  kunde 2 510 ton kol medföras. Hon hade en besättning på 41 officerare och 812 sjömän.
Huvudbestyckningen var 12 21 cm/45 SK L/45 kanoner i sex stycken dubbeltorn. Ett torn på backen, fyra stycken midskepps, två på vardera sidan av överbyggnaden och ett akterut. Totalt fanns det 1 020 granater, vilket gav 85 granater per kanon. Varje granat vägde 108 kg och var 61 cm lång. Kanonerna kunde eleveras mellan -5° och 30°, vilket gav en maximal räckvidd på 19 100 meter. Eldhastighet var 4-5 skott per minut.
Fartyget hade ett sekundärt batteri av åtta 15 cm/45 SK L/45 monterade i kasematter, fyra centrerade midskepps på vardera sidan av fartyget. Dessa kanoner kunde engagera mål ut till 13 500 meter. De försågs med 1320 granater, vilket gav 165 granater per kanon och hade en ihållande eldhastighet 5-7 skott per minut. Blücher var också beväpnad med sexton 8,8 cm/45 SK L/45 snabbskjutande kanoner, placerade både i kasematter och  på vridfästen. Fyra av dessa kanoner monterades i kasematter nära bryggan, fyra i kasematter i fören, ytterligare fyra i kasematter i aktern, och de återstående fyra monterades på svängfästen i den bakre överbyggnaden. De försågs med totalt 3 200 granater eller 200 granater per kanon och kunde skjuta med en eldhastighet av 15 granater per minut. Vapnen hade en maximal räckvidd på 10 700 meter.

## Historia

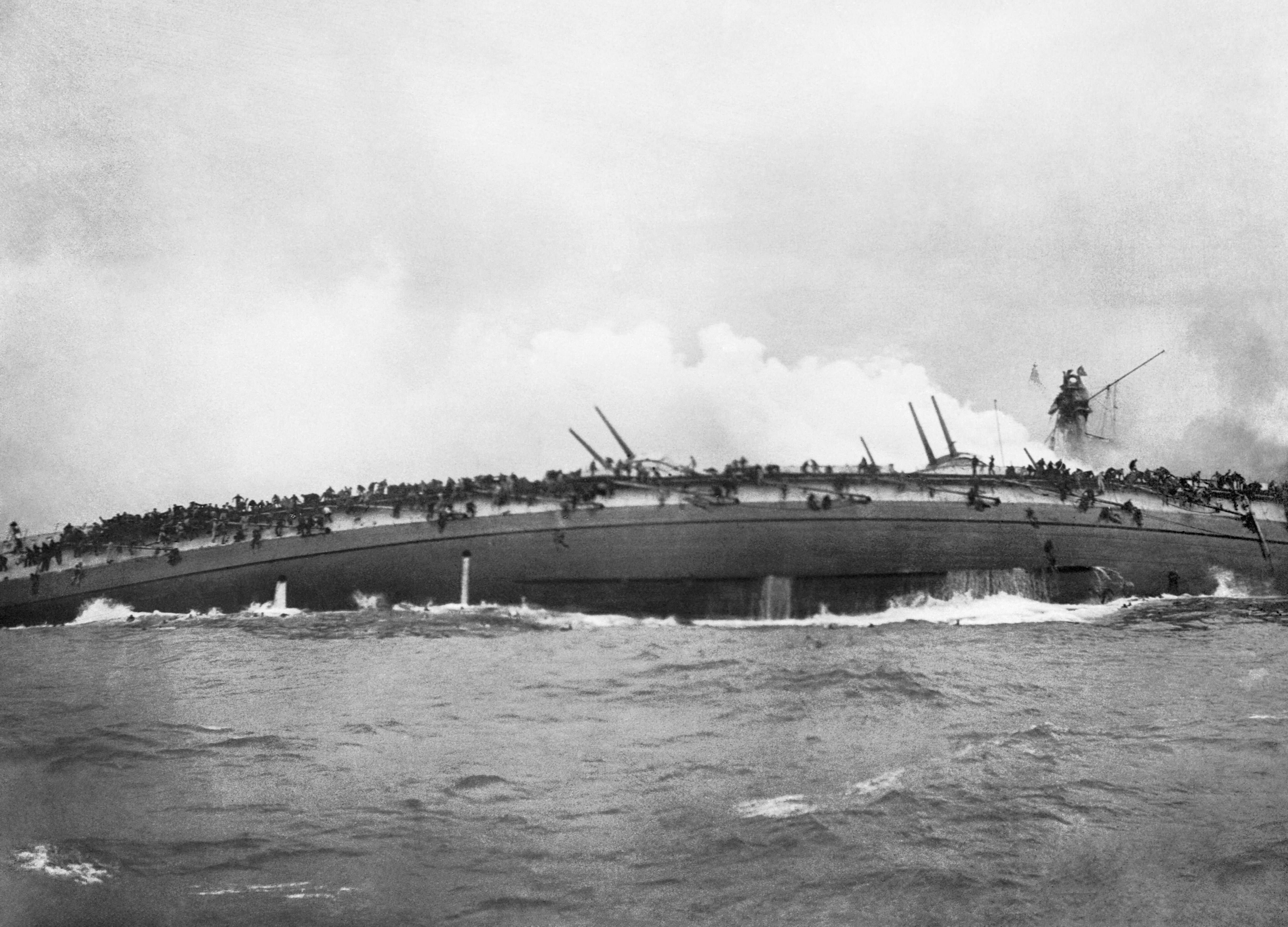
Den brinnande Blücher kantrar

Blücher kölsträcktes 21 februari 1907 vid Kaiserliche Werft i Kiel och sjösattes 11 april 1908. Efter färdigställandet togs hon i tjänst i Hochseeflotte den 1 oktober 1909. 1914 överfördes hon till I. Aufklärungsgruppe tillsammans med de nyare slagkryssarna SMS Von der Tann, SMS Moltke och SMS Seydlitz. I början av första världskriget tjänstgjorde Blücher i Östersjön under tyska försök att locka den ryska flottan till strid. Senare kom Blücher att deltaga både i Räden mot Yarmouth och Räden mot Scarborough, Hartlepool och Whitby. Båda räderna syftade till att locka delar av Grand Fleet i strid, men uppsåtet misslyckades. En följande räd med samma syfte mot brittiska fiskebåtar vid Doggers bankar kom att utvecklas till slaget vid Doggers bankar. Genom att dekryptera tysk radiotrafik var britterna medvetna om den kommande räden och planerade ett bakhåll med en styrka på fem slagkryssare och sju lätta kryssare. Den tyska styrkan upptäckte den större brittiska styrkan på långt håll och flydde. Den tyska styrkan hämmades i sin flykt av Blücher som var långsammast med 23 knop medan de nyare brittiska slagkryssarna nådde 27 knop. Efter en tids förföljande kunde de brittiska fartygen öppna eld, den brittiska elden koncentrerades på SMS Seydlitz och Blücher. Seydlitz skadades snart svårt när en 340 millimeters granat från HMS Lion trängde igenom den aktra barbetten vilket resulterade i en brand i magasinen som slog ut de båda aktra kanontornen. SMS Derfflinger fick in flera träffar på Lion som skadades svårt och tappade farten. Samtidigt fick HMS Princess Royal in träffar på Blücher som vållade ammunitionsbrand och skador i pannrummen, därmed tappade hon fart. Den tyska befälhavare Franz von Hipper fick i det här läget lämna Blücher åt sitt öde för att försöka rädda sina övriga fartyg. Blücher stred in i det sista men sköts snart till en brinnande vrak, hon träffades närmare 70 gånger av tunga granater. Till sist så kapsejsade hon efter att ha torpederats.